# Felskuppelgräber von São Pedro do Estoril
Die beiden Felskuppelgräber von São Pedro do Estoril (portugiesisch Grutas artificiais de São Pedro do Estoril) bilden zusammen mit den Felskuppelgräbern von Alapraia (ca. 1,6 km nördlich) und der Gruta do Poço Velho (ca. 4,5 km westlich) eine bemerkenswerte Konzentration dieses Gräbertypus an der Südküste der Lissaboner Halbinsel.
Weiter entfernt, aber mit vergleichbaren Merkmalen, wurden die Felsgräber der Nekropole von Carenque (ca. 14 km nordöstlich) und die Felskuppelgräber von Palmela (ca. 40 km südöstlich) nördlich von Setúbal aufgedeckt.

## Lage

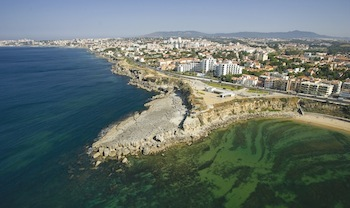
Pedra do sal.

Die Gräber wurden im östlichen Steilhang der spitz ins Meer vorkragenden Felsklippe Pedra do Sal angelegt. Die Fundstelle liegt im Ort São Pedro do Estoril in der Gemeinde (portugiesisch Freguesia) Cascais e Estoril, Kreis (portugiesisch Concelho) Cascais, gut 4,5 km östlich der Kreisstadt.

## Denkmalpflege
Am 25. April 1944 wurde die Fundstelle von Leonel Ribeiro entdeckt. Aufgrund der fortwährenden Erosion des Steilhangs waren beide Gräber bereits stark zerstört und wurden noch im selben Jahr in Zusammenarbeit mit Vera Leisner und Afonso do Paço archäologisch untersucht.
Die Eingänge der Gräber sind heute zum Schutz vor weiterer Zerstörung zugemauert und nicht zugänglich. Auf der Höhe der Klippe verweisen ein rekonstruierter Grundriss und  eine Erklärungstafel auf die Lage  und Bedeutung der beiden Gräber.

## Befunde
Grab 1 (portugiesisch Gruta 1) zeigt einen annähernd ovalen Grundriss von 4,7 × 4,3 m, während Grab 2 (portugiesisch Gruta 2) einen fast runden Grundriss mit einem Durchmesser von 4,5 m aufweist. Beide Gräber wurden kuppelförmig aus dem anstehenden Gestein herausgearbeitet; die ehemals vorhandenen Korridore waren bereits zum Zeitpunkt der Ausgrabung der Erosion zum Opfer gefallen.
Beide Gräber wurden über mehrere Jahrhunderte hinweg als Grablegen genutzt, wobei ein Großteil der Bestatteten in Hockerlage beigesetzt wurde. Die Untersuchung von insgesamt fünf Knochenproben mit der Radiokarbonmethode ergab einen Belegungszeitraum der Gräber von der Mitte des 4. Jahrtausends v. Chr. bis an das Ende des 3. Jahrtausends v. Chr., d. h. sie wurden vom Neolithikum bis zum Ende der Kupferzeit bzw. Glockenbecherkultur genutzt.

## Funde

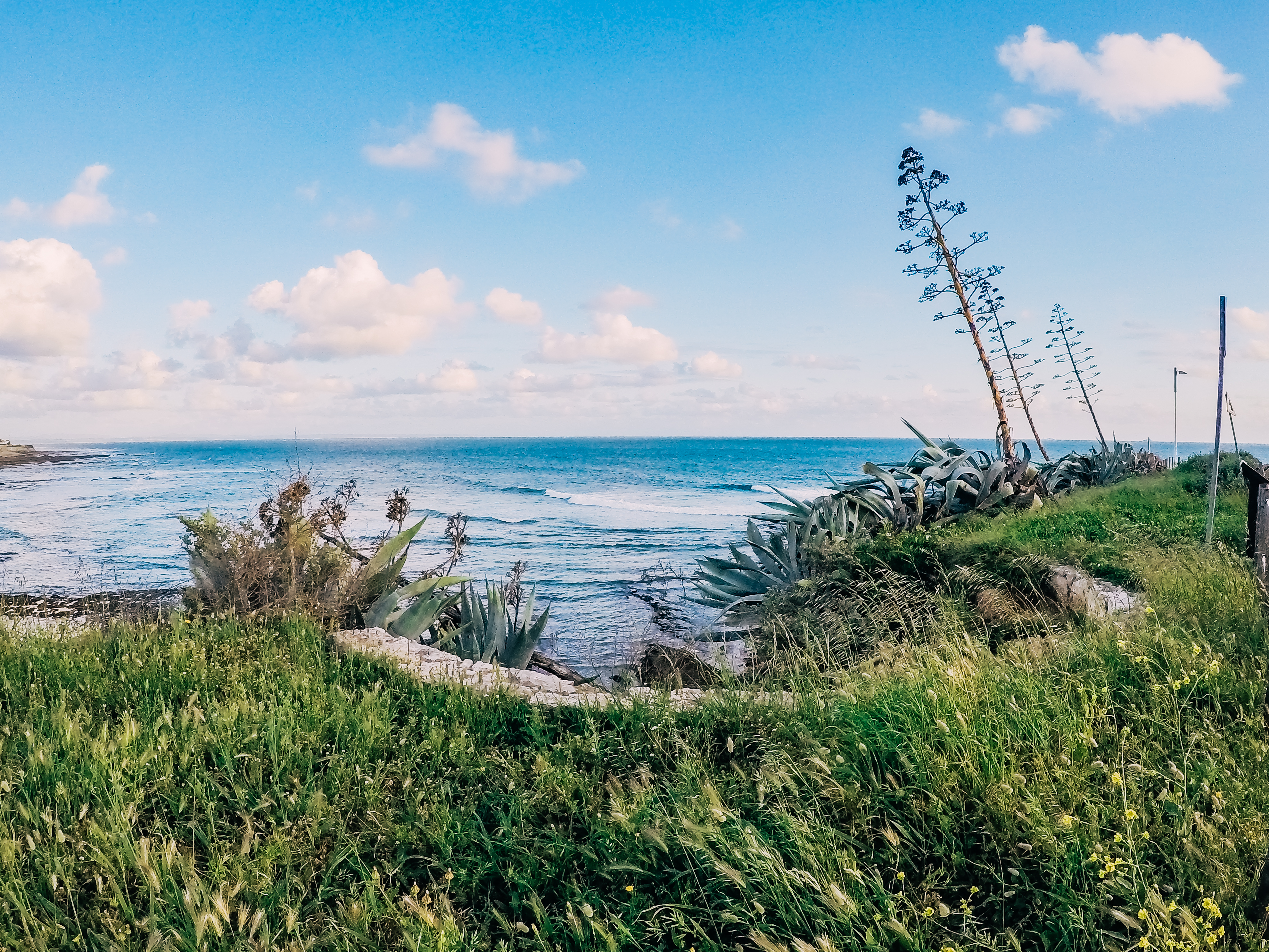
Rekonstruierter Grundriss eines Kuppelgrabes von São Pedro do Estoril.

Neben zahlreichen Keramikfragmenten wurden vor allem in Grab 1 mehrere außergewöhnliche Fundstücke geborgen:
- Ein Satz von vier goldenen Spiralringen.
- Zwei Schalen mit Fuß und Verzierung in der Tradition der Glockenbecher, die in Portugal bisher ohne Parallele bleiben.
- Ein zylindrisches Idol aus Knochen.
- Ein Kalksteinidol.
- Elf polierte Knöpfe aus Knochen, die bei der Auffindung eine ca. 1 m lange Reihe bildeten und vermutlich zum Besatz eines Kleidungsstück eines der Verstorbenen gehörten.

Darüber hinaus wurden noch eine Kupferspitze, Kupfer- und Knochenpunzen, eine Armschutzplatte, polierte Steingeräte und Feuersteingeräte gefunden.
Ein Teil der Funde wird heute im Museum Museu Condes de Castro Guimarães von Cascais gezeigt.